# Prion de Macgillivray
Pachyptila macgillivrayi
Espèce
Statut de conservation UICN

 CR  : 
En danger critique
Le Prion de Macgillivray (Pachyptila macgillivrayi) est une espèce de petits pétrels de la famille des Procellariidae et du genre Pachyptila. 
Son nom commémore le naturaliste écossais William MacGillivray (1796-1852).

## Répartition
Le Prion de Macgillivray se rencontre :
- dans l'océan Indien sur l'île Saint-Paul (océan Indien), et était autrefois présent sur l'île Amsterdam, mais en a disparu du fait de l'introduction du rat noir. Sur l'île Saint-Paul, la population a augmenté depuis l'éradication du rat en 1990 ;
- dans l'océan Atlantique sud sur les îles Gough et Tristan da Cunha.

## Description
Le Prion de Macgillivray est considéré depuis 2022 comme conspécifique du Prion de Salvin, après la comparaison de sa phylogénétique moléculaire.
Il se nourrit principalement de zooplancton qu'il va chercher en haute mer parfois sur de très grande distance.
L'espèce est considérée comme en danger critique à l'échelle mondiale et vulnérable au point de vue des Terres australes et antarctiques françaises.

## Classification
Le nom valide complet (avec auteur) de ce taxon est Pachyptila macgillivrayi  (Mathews, 1912).
Pour certaines sources, comme Catalogue of Life, cet oiseau est toujours considéré comme une sous-espèce sous le taxon Pachyptila salvini macgillivrayi (Mathews, 1912).
L'espèce a été initialement décrite comme sous-espèce dans le genre Prion sous le protonyme Prion vittata macgillivrayi Mathews, 1912.
Ce taxon porte en français le nom vernaculaire ou normalisé suivant : Prion de MacGillivray,.